# Richard Hanisch
Richard Hanisch (* 2. Juni 1990 in Eskilstuna) ist ein schwedischer Handballspieler, der beim schwedischen Verein Eskilstuna Guif unter Vertrag steht.

## Karriere
Richard Hanisch begann beim HK Eskil mit dem Handballspiel. 2007 nahm ihn der schwedische Erstligist und Rekordmeister Redbergslids IK unter Vertrag. Im Jahr 2012 wurde er an Önnereds HK ausgeliehen. Nach sechs Spielzeiten wechselte der Rechtshänder 2013 zu Hammarby IF HF, den er jedoch nach einer Saison Richtung Deutschland verließ. Beim HSV Hamburg erhielt Hanisch einen Einjahresvertrag. Ab dem Sommer 2015 lief er für IFK Kristianstad auf. Mit Kristianstad gewann er 2016 und 2017 die schwedische Meisterschaft. In der Saison 2017/18 spielte er für den norwegischen Erstligisten Elverum Håndball. Mit Elverum gewann er 2018 die norwegische Meisterschaft. Daraufhin schloss er sich dem schwedischen Verein IFK Skövde HK an. Kurz nach dem Saisonende 2020/21 wurde bei einem Dopingtest von Hanisch sowohl in der A- als auch in der B-Probe Methylhexanamin nachgewiesen. Nachdem sein Verein im September 2021 seinen Vertrag aufgekündigt hatte, wurde eine Woche später bekannt, dass Hanisch bis zum 17. Juni 2023 gesperrt wurde. Seit der Saison 2023/24 läuft er für Eskilstuna Guif auf.